# Wipeout XL
Wipeout XL is een computerspel dat werd ontwikkeld en uitgegeven door Psygnosis Limited. Het spel werd uitgebracht op 30 september 1996.

## Gameplay
Het spel speelt zich af in 2097. Het spel kan gespeeld worden tegen de computer of met twee spelers tegen elkaar in een futuristische omgeving. Tijdens het spel kunnen wapens opgepakt worden en tegen tegenstanders gebruikt worden. Naast een 'championship mode' kent het spel ook een 'challenge mode'.

## Platforms
- Amiga (1999)
- Macintosh (2002)
- PlayStation (1996)
- Sega Saturn (1998)
- Windows (1997)

## Muziek
Het spel bevat muziek van The Prodigy, Future Sound of London en The Chemical Brothers.

## Ontvangst
| Beoordeeld door                 | Platform    | Datum            | Score |
| ------------------------------- | ----------- | ---------------- | ----- |
| P.S.X. (Playstation Experience) | PlayStation | december 1996    | 99%   |
| P.S.X. (Playstation Experience) | PlayStation | december 1996    | 98%   |
| P.S.X. (Playstation Experience) | PlayStation | december 1996    | 97%   |
| Adrenaline Vault, The (AVault)  | Windows     | 1 september 1997 | 90%   |
| Coming Soon Magazine            | PlayStation | 15 november 1996 | 90%   |
| All Game Guide                  | PlayStation | 1998             | 80%   |
| Game Informer Magazine          | PlayStation | mei 2005         | 78%   |
| Defunct Games                   | SEGA Saturn | 12 augustus 2006 | 75%   |
| GameSpot                        | Windows     | 26 augustus 1997 | 71%   |
| AppleLinks.Com                  | Macintosh   | 30 juli 2002     | 60%   |

## Trivia
- Het spel is opgenomen in het boek 1001 Video Games You Must Play Before You Die van Tony Mott.